# Malaconotus
Malaconotus – rodzaj ptaków z rodziny dzierzbików (Malaconotidae).

## Zasięg występowania
Rodzaj obejmuje gatunki występujące w Afryce Subsaharyjskiej.

## Morfologia
Długość ciała 23–28 cm; masa ciała 68–99 g (samice są większe i cięższe od samców).

## Systematyka

### Etymologia
- Malaconotus (Melaconotus): gr. μαλακος malakos „miękki, delikatny”; -νωτος -nōtos „-grzbiety”, od νωτον nōton „plecy, grzbiet”[8].
- Archolestes (Harcolestes): gr. αρχιλῃστης arkhilēistēs „wódz rabusiów”, od αρχι- arkhi- „szef, wódz”, od αρχων arkhōn, αρχοντος arkhontos „król, władca”, od αρχω arkhō „rządzić”; λῃστης lēistēs „złodziej”, od λῃστευω lēisteuō „kraść”[9]. Typ nomenklatoryczny: Lanius icterus Cuvier, 1829 (= Malaconotus blanchoti Stephens, 1826).

### Podział systematyczny
Do rodzaju należą następujące gatunki:
- Malaconotus cruentus (Lesson, 1832) – dzierzbik zbroczony
- Malaconotus blanchoti Stephens, 1826 – dzierzbik szarogłowy
- Malaconotus monteiri (Sharpe, 1870) – dzierzbik górski
- Malaconotus lagdeni (Sharpe, 1884) – dzierzbik stokowy
- Malaconotus gladiator (Reichenow, 1892) – dzierzbik bojowy
- Malaconotus alius Friedmann, 1927 – dzierzbik czarnołbisty